# میمون‌قلعه
میمون قلعه مربوط به دوره اواخر ساسانیان است که در دوره آل بویه از آن به عنوان قلعه نظامی استفاده می‌شده است، این بنا در شرق مقبره شاهزاده حسین واقع شده و این اثر در تاریخ ۱۲ آذر ۱۳۷۵ با شمارهٔ ثبت ۱۷۷۸ به‌عنوان یکی از آثار ملی ایران به ثبت رسیده است.

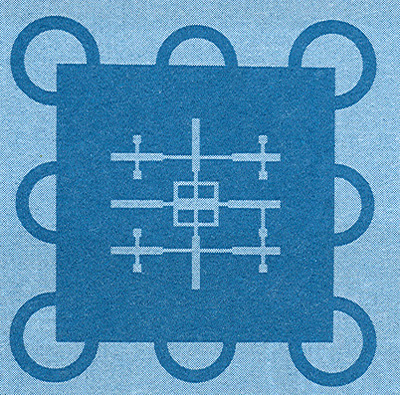

میمون قلعه در جنوب شهر قزوین قرار دارد. این قلعه در دو طبقه با دهلیزهای عمود برهم و اتاق‌های جانبی ساخته شده است که گنبد میانیش فرو ریخته و بقایایی از ۸ برج آن باقی است. این قلعه بنایی است مربع شکل به ابعاد تقریبی ۷۰ در ۷۰ متر که از خشت‌های ۳۰ در ۳۰ سانتیمتر با ملاط شفته ساخته شده است. طبقه زیرین میمون قلعه از خاورتپه با سه تونل به باختر تپه منتهی می‌شود و یک تونل شمالی - جنوبی این تونل‌ها را به هم متصل می‌سازد. برخی از سفالینه‌های به دست آمده در قلعه نشان از کاربرد آن تا دوره ساسانیان و در دوران آل بویه دارد. بررسی‌های باستان‌شناسی نشان می‌دهد که از طبقه پایینی که زیر زمین است به عنوان زندان استفاده می‌شده است.

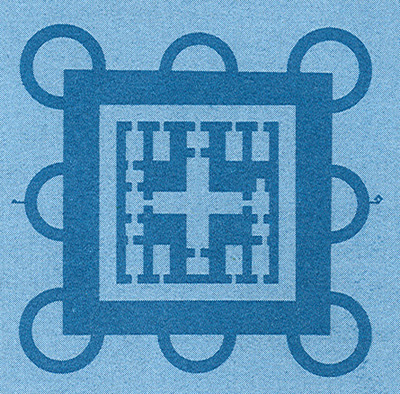
نمای میمون قلعه قزوین از بالا.